# Paz de la Huerta
María de la Paz Elizabeth Sofía Adriana de la Huerta y Bruce (Nueva York, 3 de septiembre de 1984), más conocida como Paz de la Huerta, es una actriz y modelo española-estadounidense. Es conocida por interpretar a Lucy Danzinger en Boardwalk Empire, serie de televisión emitida por HBO.

## Vida privada
De la Huerta nació y se crio en Lower Manhattan, Nueva York, hija de Ricardo Ignacio (Íñigo) Rafael de la Huerta y Ozores (XVI duque de Mandas y Villanueva, grande de España, nacido en San Sebastián, España, el 17 de noviembre de 1944) y de su esposa Judith Bruce (nacida en Minneapolis, Minnesota, el 23 de octubre de 1946). Su hermana mayor, Rafaela de la Paz de la Huerta y Bruce (Nueva York, 15 de noviembre de 1981), es la heredera presunta de los títulos de su padre. Sus padres se separaron cuando ella tenía doce años de edad, su padre volvió a España y su madre continuó trabajando para las Naciones Unidas como una autoridad en control de natalidad y asuntos de las mujeres en los países del Tercer Mundo. Comenzó a actuar desde los cuatro años de edad, habiendo tomado clases en SoHo Children's Acting Studio. Después de graduarse en Saint Ann's School de Nueva York, estudió con Marcia Haufrecht en The Actors Studio.
Ha tenido relaciones sentimentales con Jack Nicholson y Orlando Bloom. Fue novia de Scott Weiland durante dos años.
Ha sido descrita como exhibicionista, obsesionada con la fama y provocadora. En enero de 2011, después de la ceremonia de los Globo de Oro, fue grabada estando ebria y siendo rechazada su entrada a la fiesta post-ceremonia de los premios. En marzo del mismo año, fue arrestada por agredir a Samantha Swetra, actriz de The City, en una fiesta en Nueva York.
En noviembre de 2017, Paz de la Huerta acusó a Harvey Weinstein de haberla violado en dos ocasiones.

## Carrera
Además de la actuación, ha trabajado como modelo en campañas para Alberta Ferretti, UNIQLO y Wolford. En octubre de 2003 apareció en la portada de la revista New York Times Sunday, y más tarde también en la de Trace Magazine.
Como actriz ha trabajado en películas como Enter the Void de Gaspar Noé y The Limits of Control de Jim Jarmusch. También acompañó a Steve Buscemi durante las dos primeras temporadas de la serie de televisión Boardwalk Empire, producida por Martin Scorsese. La serie fue estrenada en septiembre de 2010, de la Huerta interpreta a Lucy, la novia del político corrupto Nucky Thompson (Buscemi) y posteriormente la amante del agente Van Alden (Michael Shannon).

## Filmografía

### Cine
| Año  | Título                     | Personaje                   | Dirección                     |
| ---- | -------------------------- | --------------------------- | ----------------------------- |
| 2020 | Puppy Love                 | Carla                       | Michael Maxxis                |
| 2017 | Superstrata                | Emily Faraday               | Serge Levin                   |
| 2017 | A Midsummer Night's Dream  | Hippolyta                   | Casey Wilder Mott             |
| 2016 | Streets of East L.A.       | La enfermera                | Damian Chapa                  |
| 2015 | Death in the Desert        | Margo                       | Josh Evans                    |
| 2015 | Aimy in a Cage             | Caroline                    | Hooroo Jackson                |
| 2015 | Bare                       | Pepper                      | Natalia Leite                 |
| 2015 | The Girl Is in Trouble     | María                       | Julius Onah                   |
| 2014 | The Editor                 | Josephine Jardin            | Adam Brooks y Matthew Kennedy |
| 2013 | Nurse 3D                   | Abby Russell                | Douglas Aarniokoski           |
| 2012 | 30 Beats                   | Laura                       | Alexis Lloyd                  |
| 2011 | 4:44 Last Day on Earth     | Mujer en la calle           | Abel Ferrara                  |
| 2009 | Enter the Void             | Linda                       | Gaspar Noé                    |
| 2009 | The Limits of Control      | Nude                        | Jim Jarmusch                  |
| 2008 | Deception                  | Miembro de la lista         | Marcel Langenegger            |
| 2008 | Choke                      | Nico                        | Clark Gregg                   |
| 2008 | The Guitar                 | Constance "Cookie" Clemente | Amy Redford                   |
| 2007 | Neal Cassady               | Tonya Novak                 | Noah Buschel                  |
| 2007 | Anamorph                   | Mujer joven                 | Henry S. Miller               |
| 2007 | Light and the Sufferer     | Annette                     | Christopher Peditto           |
| 2006 | The Tripper                | Jade                        | David Arquette                |
| 2006 | Nail Polish                | Becky Burns                 | Jane Ainbinder                |
| 2006 | 5up 2down                  | Allie                       | Steven Kessler                |
| 2006 | Hollywood Dreams           | Invitada a la boda          | Henry Jaglom                  |
| 2005 | Fierce People              | Jilly                       | Griffin Dunne                 |
| 2005 | Steal Me                   | Lily Rose                   | Melissa Painter               |
| 2004 | Homework                   | Sara                        | Kevin Asher Green             |
| 2003 | Rick                       | Vicki                       | Curtiss Clayton               |
| 2003 | Bringing Rain              | Dakota Cunningham           | Noah Buschel                  |
| 2002 | A Walk to Remember         | Tracie                      | Adam Shankman                 |
| 2001 | Riding in Cars with Boys   | Coqueteo telefónico         | Penny Marshall                |
| 2001 | Chelsea Walls              | Chica                       | Ethan Hawke                   |
| 2001 | Bailey's Mistake           | Becca Donovan               | Michael M. Robin              |
| 2000 | Looking for an Echo        | Nicole Delgado              | Martin Davidson               |
| 1999 | The Cider House Rules      | Mary Agnes                  | Lasse Hallström               |
| 1998 | Luminous Motion            | Beatrice                    | Bette Gordon                  |
| 1998 | The Object of My Affection | Sally a los13 años          | Nicholas Hytner               |

### Televisión
| Año       | Título                            | Rol            | Notas                                          |
| --------- | --------------------------------- | -------------- | ---------------------------------------------- |
| 2000      | Law & Order                       | Chloe          | Episodio: "Loco Parentis"                      |
| 2000      | The Practice                      | Jenny Holbrook | Episodio: "Black Widows"                       |
| 2000      | Law & Order: Special Victims Unit | Karen Raye     | Episodio: "Chat Room"                          |
| 2008      | X Femmes                          | Miss Lingerie  | Episodio: "Le bijou indiscret"                 |
| 2010–2011 | Boardwalk Empire                  | Lucy Danziger  | Rol protaɠónico (temporadas 1–2); 13 episodios |
| 2013      | Eagleheart                        | Tess           | 2 episodios                                    |

### Videos musicales
| Año  | Título                                                         | Artista        | Notas               |
| ---- | -------------------------------------------------------------- | -------------- | ------------------- |
| 2007 | "By the Time I Get Home There Won't Be Much of a Place for Me" | Grand National |                     |
| 2011 | "Video Games"                                                  | Lana Del Rey   | Imágenes de archivo |